# Jehor Valerijovics Bozsok
Jehor Valerijovics Bozsok (ukránul: Єгор Валерійович Божок; Kijev, 1980. szeptember 6.) ukrán diplomata, 2017. szeptember 13-tól az Ukrán Külső Hírszerző Szolgálat (SZZRU) vezetője.
2002-ben végzett a kijevi Tarasz Sevcsenko Nemzeti Egyetem Nemzetközi Tanulmányok Intézetében, ahol nemzetközi kapcsolatokat és európai politikát tanult. Emellett tolmács-fordító szakképzettséget is szerzett. Egyetemi tanulmányai alatt, 2000-ben európai politikai kurzust hallgatott a Brüsszeli Szabadegyetemen.
2002-től az Ukrán Külügyminisztérium (MZSZ) munkatársa volt, ahol karrierdiplomataként a Fegyverzetellenőrzési és Haditechnikai Együttműködési főosztályon dolgozott előbb harmadosztályú, majd másodosztályú titkári rangban. 2005–2009 között Ukrajna brüsszeli NATO Képviseleténél teljesített szolgálatot, ahol politikai ügyekkel foglalkozott. 2009-ben visszatért Ukrajnába és egy évig az Ukrán Külügyminisztérium NATO Főosztályán dolgozott. 2010 és 2013 között a külügyminisztérium EU Főosztályának osztályvezetője volt.
2013-tól ismét Ukrajna brüsszeli NATO Képviseletén dolgozott követ-tanácsosi rangban és a misszió helyettes vezetője volt. 2015. június 3-tól ő volt a NATO misszió ügyvivő vezetője.
2017. szeptember 13-án Petro Porosenko elnök kinevezte az Ukrán Külső Hírszerző Szolgálat vezetőjévé. Posztjára történt kinevezésével egyúttal az Ukrán Nemzetbiztonsági és Védelmi Tanács (RNBOU) tagja is lett.
Anyanyelvén kívül angolul, franciául, svédül és oroszul beszél.